# 사카이 다다시게 (1653년)
사카이 다다시게(일본어: 酒井忠稠 사카이 타다시게[*])는 에치젠 쓰루가 번 초대 번주이자 사카이 가문 오바마번 분가 다다시게 파(忠稠系小浜藩酒井家別家)의 초대 당주이다.
오바마 번주 사카이 다다나오(酒井忠直)의 차남으로 태어났다.
| 전임 (사카이 다다나오) | 제1대 쓰루가 번 번주 1682년 ~ 1706년 | 후임 사카이 다다키쿠 |